# Оскар (95-та церемонія вручення)
95-та церемонія вручення нагород премії «Оскар» Академії кінематографічних мистецтв і наук за досягнення в галузі кінематографа відзначила найкращі фільми, випущені у 2022 році, та пройшла в театрі «Долбі» 12 березня 2023 року в Лос-Анджелесі, Каліфорнія, США. Подія транслювалася в США на телеканалі ABC, а її продюсерами стали Рікі Кіршнер і Гленн Вайс. Вайс також був режисером. Ведучим церемонії став комік і ведучий нічних ток-шоу Джиммі Кіммел, який вів премію «Оскар» втретє після проведення 89-ї та 90-ї церемонії у 2017 та 2018 роках відповідно.
В Україні ексклюзивне право на показ прямої трансляції церемонії нагородження отримав телеканал Суспільне Культура. Коментували Ірма Вітовська та Лук'ян Галкін.
Кінострічка «Все завжди і водночас» очолила церемонію з одинадцятьма номінаціями та сімома перемогами, включно з: Найкращим фільмом, Найкращою режисурою та Найкращим оригінальним сценарієм для Дена Квана та Даніеля Шайнерта, а також виборола три з чотирьох акторських нагород. Серед інших переможців фільми «На західному фронті без змін» з чотирма нагородами, «Кит» — з двома, «Аватар: Шлях води», «Чорна пантера: Ваканда назавжди», «Піноккіо» Ґільєрмо дель Торо, «Навальний», «RRR», «Топ Ґан: Маверік» і «Говорять жінки» — отримали по одній нагороді.
Телетрансляція зібрала 18,8 мільйона глядачів у Сполучених Штатах, що зробило її третьою за кількістю переглядів церемонією відтоді, як Nielsen почав відстежувати рейтинги.

## Графік
| Дата              | Подія                                              |
| ----------------- | -------------------------------------------------- |
| 15 листопада 2022 | Кінцевий термін подання заявок загальних категорій |
| 19 листопада 2022 | Нагорода губернаторів                              |
| 12 грудня 2022    | Початок попереднього голосування                   |
| 15 грудня 2022    | Завершення попереднього голосування                |
| 21 грудня 2022    | Oscar Shortlists Announcement                      |
| 31 грудня 2022    | Закінчення терміну прийняття фільмів               |
| 12 січня 2023     | Початок голосування за кандидатів                  |
| 17 січня 2023     | Закінчення голосування за кандидатів               |
| 24 січня 2023     | Оголошення номінантів                              |
| 13 лютого 2023    | Обід номінантів                                    |
| 2 березня 2023    | Початок фінального голосування                     |
| 7 березня 2023    | Завершення фінального голосування                  |
| 12 березня 2023   | 95-та церемонія вручення премії «Оскар»            |

## Нагороди губернаторів
19 листопада 2022 року відбулася 13-а щорічна церемонія Нагороди губернаторів, під час якої були вручені такі нагороди:

#### За видатні заслуги в кінематографі
- Еужан Пальсі[en] – «Майстерна кінематографістка, яка поклала початок темношкірим жінкам-режисерам і надихнула оповідачок в усьому світі»[6].
- Діана Воррен[en] – «За її геніальність, щедрість і пристрасну відданість силі пісні в кіно»[6].
- Пітер Вір – «Безстрашний і неперевершений кінематографіст, який освітив людський досвід своєю унікальною та обширною роботою»[6].

#### Нагорода імені Джина Гершолта
- Майкл Джей Фокс – «За його невтомий захист досліджень хвороби Паркінсона разом із його безмежним оптимізмом, які є прикладом впливу однієї людини на зміну майбутнього мільйонів»[7].

## Список номінантів та переможців
| Найкращий фільм | Найкраща режисерська робота |
| --- | --- |
| - «Все завжди і водночас» — Ден Кван і Деніел Шайнерт, Джонатан Ван - «На західному фронті без змін» — Мальте Грюнерт - «Аватар: Шлях води» — Джеймс Кемерон, Джон Ландау - «Банши Інішерина» — Грем Бродбент, Пітер Чернін, Мартін Макдонах - «Елвіс» — Баз Лурманн, Кетрін Мартін, Гейл Берман, Патрік Маккормік, Шайлер Вайс - «Фабельмани» — Крісті Макоско Крігер, Стівен Спілберг, Тоні Кушнер - «Тар» — Тодд Філд, Олександра Мілчан, Скотт Ламберт - «Найкращий стрілець: Маверік» — Том Круз, Крістофер Маккворрі, Девід Еллісон, Джеррі Брукгаймер - «Трикутник смутку» — Ерік Хеммендорф, Філіп Бобер - «Говорять жінки» — Деде Гарднер, Джеремі Кляйнер, Френсіс Мак-Дорманд | - Ден Кван і Деніел Шайнерт — «Все завжди і водночас» - Тодд Філд — «Тар» - Мартін Макдонах — «Банши Інішерина» - Рубен Естлунд — «Трикутник смутку» - Стівен Спілберг — «Фабельмани» |
| Найкраща чоловіча роль | Найкраща жіноча роль |
| - Брендан Фрейзер — «Кит» — за роль Чарлі - Остін Батлер — «Елвіс» — за роль Елвіса Преслі - Колін Фаррелл — «Банши Інішерина» — за роль Патрикія - Пол Мескаль — «Після сонця» — за роль Колума - Білл Наї — «Жити» — за роль містера Вільямса | - Мішель Єо — «Все завжди і водночас» — за роль Евелін - Кейт Бланшетт — «Тар» — за роль Лідії Тар - Ана де Армас — «Білявка» — за роль Мерлін Монро - Андреа Райзборо — «Заради Леслі» — за роль Леслі - Мішель Вільямс — «Фабельмани» — за роль Мітці Фабельман |
| Найкраща чоловіча роль другого плану | Найкраща жіноча роль другого плану |
| - Джонатан Ке Кван — «Все завжди і водночас» — за роль Веймонда - Брендан Глісон — «Банши Інішерина» — за роль Колма Доерті - Браян Тайрі Генрі — «Міст» — за роль Джеймса Окойна - Джадд Хірш — «Фабельмани» — за роль Бориса - Баррі Кіоган — «Банши Інішерина» — за роль Домініка Керні | - Джеймі Лі Кертіс — «Все завжди і водночас» — за роль Дейрдри Бобейрдр - Анджела Бассетт — «Чорна пантера: Ваканда назавжди» — за роль Рамонди - Хонг Чау — «Кит» — за роль Ліз - Керрі Кондон — «Банши Інішерина» — за роль Шівон Салліван - Стефані Сюй — «Все завжди і водночас» — за роль Джой Вонг, Джобу Тупакі |
| Найкращий оригінальний сценарій | Найкращий адаптований сценарій |
| - Ден Кван і Деніел Шайнерт — «Все завжди і водночас» - Мартін Макдонах — «Банши Інішерина» - Стівен Спілберг і Тоні Кушнер — «Фабельмани» - Тодд Філд — «Тар» - Рубен Естлунд — «Трикутник смутку» | - Сара Поллі — «Говорять жінки» - Едвард Бергер — «На західному фронті без змін» - Раян Джонсон — «Ножі наголо: Скляна цибуля» - Ішіґуро Кадзуо — «Жити» - Ерен Крюгер, Ерік Уоррен Сінгер і Крістофер Маккворрі — «Найкращий стрілець: Маверік» |
| Найкращий анімаційний повнометражний фільм | Найкращий міжнародний художній фільм |
| - Піноккіо Ґільєрмо дель Торо — Ґільєрмо дель Торо, Марк Густафсон, Гері Унгар, Алекс Балклі - «Марсель, мушля в черевичках» — Дін Флейшер Кемп, Елізабет Холм, Ендрю Голдман, Керолайн Каплан, Пол Мезей - «Кіт у чоботях 2: Останнє бажання» — Джоел Кроуфорд, Марк Свіфт - «Морське чудовисько» — Кріс Вільямс, Джед Шлангер - «Я — панда» — Домі Ші, Ліндсі Коллінз | - «На західному фронті без змін» — Едвард Бергер ( Німеччина) - «Аргентина, 1985» — Сантьяго Мітре ( Аргентина) - «Близько» — Лукас Донт ( Бельгія) - «EO» — Єжи Сколімовський ( Польща) - «Тиха дівчина» — Колм Береад ( Ірландія) |
| Найкращий документальний повнометражний фільм | Найкращий документальний короткометражний фільм |
| - «Навальний» — Даніель Роер, Одесса Рей, Дайан Беккер, Мелані Міллер, Шейн Борис - «Все, що дихає» — Шонак Сен, Аман Манн, Тедді Лейфер - «Вся краса і кровопролиття» — Лора Пойтрас, Ховард Гертлер, Джон Лайонс, Нен Голдін, Йоні Голіджов - «Вогонь кохання» — Сара Доса, Шейн Борис, Іна Фічман - «Будинок зі скалок» — Саймон Леренг Вілмонт, Моніка Хеллстрем | - «Заклиначі слонів» — Картики Гонсалвес, Гуніт Монга - «Вихід» — Євгенія Арбугаєва, Максим Арбугаєв - «Як ви вимірюєте рік?» — Джей Розенблатт - «Ефект Марти Мітчелл» — Енн Алверг, Бет Левісон - «Незнайомець біля воріт» — Джошуа Сефтел, Конал Джонс |
| Найкращий ігровий короткометражний фільм | Найкращий анімаційний короткометражний фільм |
| - «Ірландське прощання» — Том Берклі та Росс Уайт - «Івалу» — Андерс Вальтер та Ребекка Прузан - «Le Pupille» — Аліче Рорвахер та Альфонсо Куарон - «Night Ride» — Ейрік Твейтен і Гауте Лід Ларссен - «Червона валіза» — Сайрус Нешвад. | - «Хлопчик, кріт, лисиця і кінь» — Чарлі Маккі та Метью Фрейд - «Летючий моряк» — Венді Тілбі та Аманда Форбіс - «Торговці льодом» — Хоао Гонсалес і Бруно Каетано - «Мій рік пенісів» — Сара Гуннарсдоттір та Памела Ріббон - «Страус сказав мені, що світ фальшивий, і я думаю, що вірю в це» — Лахлан Пендрагон |
| Найкраща музика до фільму | Найкраща пісня до фільму |
| - «На західному фронті без змін» — Фолькер Бертельманн - «Вавилон» — Джастін Гурвіц - «Банши Інішерина» — Картер Беруелл - «Все завжди і водночас» — Сон Люкс - «Фабельмани» — Джон Вільямс | - «Naatu Naatu» — «RRR» — музика М. М. Кіравані та слова Чандрабоза - «Lift Me Up» — «Чорна пантера: Ваканда назавжди» — музика Tems, Ріанни, Райана Куглера та Людвіга Йоранссона; слова Tems та Райана Куглера - «This Is A Life» — «Все завжди і водночас» — музика Райана Лотта, Девід Бірн та Mitski; слова Райана Лотта та Девіда Бірна - «Hold My Hand» — «Найкращий стрілець: Маверік» — музика та слова Леді Гагі та BloodPop - «Applause» — «Скажи це як жінка» — музика та слова Дайан Уоррен |
| Найкращий монтаж | Найкращий звук |
| - «Все завжди і водночас» — Пол Роджерс - «Банши Інішерина» —Міккель Е. Г. Нільсен - «Елвіс» — Метт Вілла, Джонатан Редмонд - «Тар» — Моніка Віллі - «Найкращий стрілець: Маверік» — Едді Гамільтон | - «Найкращий стрілець: Маверік» — Марк Вайнгартен, Джеймс Х. Мазер, Ел Нельсон, Кріс Бердон і Марк Тейлор - «На західному фронті без змін» — Віктор Прашил, Франк Крузе, Маркус Стемлер, Ларс Гінзел та Стефан Корте - «Аватар: Шлях води» — Джуліан Ховарт, Гвендолін Йейтс Уіттл, Дік Бернштейн, Крістофер Бойс, Гері Саммерс і Майкл Хеджес - «Бетмен» — Стюарт Вілсон, Вільям Файлз, Дуглас Мюррей та Енді Нельсон - «Елвіс» — Девід Лі, Уейн Пешлі, Енді Нельсон і Майкл Келлер                     |
| Найкраща робота художника-постановника | Найкраща операторська робота |
| - «На західному фронті без змін» — Художник-постановник: Крістіан М. Голдбек; декоратор: Ернестін Хіппер - «Аватар: Шлях води» — Художник-постановник: Ділан Коул та Бен Проктер; декоратор: Ванесса Коул - «Вавилон» — Художник-постановник: Флоренсія Мартін; декоратор: Ентоні Карліно - «Елвіс» — Художник-постановник: Кетрін Мартін та Карен Мерфі; декоратор: Бев Данн - «Фабельмани» — Художник-постановник: Рік Картер; декоратор: Карен О'Хара | - «На західному фронті без змін» — Джеймс Френд - «Бардо, або хибна хроніка жменьки істин» — Даріус Хонджі - «Елвіс» — Менді Вокер - «Імперія світла» — Роджер Дікінс - «Тар» — Флоріан Хоффмайстер |
| Найкращий грим та зачіски | Найкращий дизайн костюмів |
| - «Кит» — Едріан Моро, Джуді Чін, Енн Марі Бредлі - «На західному фронті без змін» — Хайке Меркер, Лінда Ейзенхамерова - «Бетмен» — Наомі Донн, Майк Маріно, Майк Фонтейн - «Чорна пантера: Ваканда назавжди» — Камілла Френд, Джоел Харлоу - «Елвіс» — Марк Кулер, Джейсон Берд, Альдо Синьоретті | - «Чорна пантера: Ваканда назавжди» — Рут Картер - «Вавилон» — Марія Зофрес - «Елвіс» — Кетрін Мартін - «Все завжди і водночас» — Ширлі Курата - «Місіс Гарріс їде до Парижу» — Дженні Біван. |
| Найкращі візуальні ефекти | |
| - «Аватар: Шлях води» — Джо Леттері, Річард Бейнхем, Ерік Сайндон і Деніел Барретт - «На західному фронті без змін» — Франк Петцольд, Віктор Мюллер, Маркус Франк, Каміль Джафар - «Бетмен» — Ден Леммон, Рассел Ерл, Андерс Ленглендс і Домінік Туохі. - «Чорна пантера: Ваканда назавжди» — Джеффрі Бауманн, Крейг Хеммак, Р. Крістофер Уайт і Ден Судік - «Найкращий стрілець: Маверік» — Раян Тадхоуп, Сет Хілл, Браян Літсон та Скотт Р. Фішер | |

## Фільми з кількома номінаціями та нагородами

#### Фільми, які отримали декілька номінацій
Нижче наведено картини, які отримали декілька номінацій:
| Номінації          | Фільми                            |
| ------------------ | --------------------------------- |
| 11                 | «Все завжди і водночас»           |
| 9                  | «Банши Інішерина»                 |
| 9                  | «На Західному фронті без змін»    |
| 8                  | «Елвіс»                           |
| 7                  | «Фабельмани»                      |
| 6                  | «Тар»                             |
| 6                  | «Найкращий стрілець: Маверік»     |
| 5                  | «Чорна пантера: Ваканда назавжди» |
| 3                  |                                   |
| «Вавилон»          |                                   |
| «Бетмен»           |                                   |
| «Трикутник смутку» |                                   |
| «Кит»              |                                   |
| 2                  | «Жити»                            |
| 2                  | «Говорять жінки»                  |

#### Фільми, які отримали декілька перемог
Нижче наведено картини, які отримали декілька перемог:
| Перемог | Фільми                         |
| ------- | ------------------------------ |
| 7       | «Все завжди і водночас»        |
| 4       | «На Західному фронті без змін» |
| 2       | «Кит»                          |

## Цікаві факти
- Номінації були оголошені акторами Різом Ахмедом та Еллісон Вільямс 24 січня 2023 року.
- Мішель Єо стала першою азійкою, номінованою на «найкращу жіночу роль». Номінації Хонг Чау та Стефані Сюй на «найкращу жіночу роль другого плану» стали першим випадком, коли дві азійські акторки були номіновані в цій категорії в один рік. Крім того, у поєднанні з номінацією Єо за найкращу жіночу роль та номінацією Джонатан Ке Кваном за «найкращу чоловічу роль другого плану», це стало першим випадком, коли азійські актори були номіновані у трьох окремих акторських категоріях в одному році.
- Завдяки номінації на найкращу жіночу роль другого плану у фільмі «Чорна пантера: Ваканда назавжди» Анджела Бассетт стала першою людиною, яка отримала акторську номінацію на «Оскар» за роль у фільмі за мотивами коміксів Marvel.
- «На Західному фронті без змін» став п'ятнадцятим фільмом не англійською мовою і дев'ятим номінантом на найкращий міжнародний повнометражний фільм, який також був номінований на найкращий фільм. Це також третій рімейк, який номінований на «Найкращий фільм», після «Заколоту на „Баунті“» 1962 року та «Вестсайдської історії» 2021 року.
- У віці 90 років Джон Вільямс став найстарішим конкурсним номінантом в історії «Оскар», і, оскільки це його 53-а номінація, він також побив свій власний рекорд як найномінованіша на Оскар жива людина і друга за кількістю номінантів (після Уолта Діснея).
- На церемонії також було найбільше неамериканських акторських номінантів в історії «Оскара», а саме 11 з 20.
- Джадд Хірш, номінований на найкращу чоловічу роль другого плану за роль у фільмі «Фабельмани», став першим актором, який отримав дві номінації з різницею у чотири десятиліття, причому це його друга номінація та перша після 53-ї церемонії вручення премії «Оскар», у 1981 році, де він був номінований на премію за фільм «Звичайні люди» (1980).
- «Тиха дівчина» стала першим фільмом з Ірландії, який отримав номінацію в категорії «Найкращий міжнародний повнометражний фільм».
- З фільмами «Аватар: Шлях води» та «Найкращий стрілець: Маверік» вперше в категорії «Найкращий фільм» будуть представлені два сиквела на одній церемонії, а також вперше два фільми, що зібрали понад 1 мільярд доларів в усьому світі, будуть разом номіновані на «Найкращий фільм».
- Вперше за 88 років після 7-ї церемонії вручення премії «Оскар» усі номінанти на кращу чоловічу роль — новачки.
- З 20 номінованих на «Оскар» у чотирьох акторських категоріях — 16 отримали свою номінацію вперше.
- Вперше за 51 рік, після 44-ї церемонії вручення премії «Оскар», і в категорії найкраща чоловіча роль другого плану, і в категорії найкраща жіноча роль другого плану, номіновані по два представника з одного фільму, а саме Джеймі Лі Кертіс і Стефані Сюй номіновані на найкращу жіночу роль другого плану за фільм «Все завжди і водночас» та Брендан Глісон і Баррі Кіоган номіновані на найкращу чоловічу роль другого плану ха фільм «Банші Інішерина».
- Альфонсо Куарон став другою людиною, яка номінована у семи різних категоріЇ на «Оскар» за фільм «Учениця» з його номінацією на «Найкращий ігровий короткометражний фільм» (що відповідає рекорду, встановленому Кеннетом Браною минулого року). Цей фільм став першим короткометражним фільмом що мав дистрибуцію Disney+ і отримав номінацію на Оскар.
- Тодд Філд, Ден Кван, Деніел Шайнерт, Мартін Мак-Дона та Стівен Спілберг кожен отримав по три номінації, а саме всі були номіновані на найкращу режисуру, найкращий оригінальний сценарій і як продюсери на найкращий фільм.